# Nollendorfplatz (metropolitana di Berlino)
La stazione di Nollendorfplatz è una stazione della metropolitana di Berlino, posta all'incrocio delle linee U1, U2, U3 e U4, capolinea della linea U4. La stazione si trova nel quartiere di Schöneberg, nel distretto di Tempelhof-Schoeneberg ed è costituita da una stazione sopraelevata per il passaggio della linea U2 e da due piattaforme sotterranee per il passaggio delle linee U1, U3 e U4.
Oltre alle quattro linee della metropolitana, alla stazione sono collegate le linee di autobus M19, 106 e 187.
È posta sotto tutela monumentale (Denkmalschutz).

### Testi di approfondimento
- (DE) Johannes Bousset, Ein Weihnachtsgeschenk für Berlin. Zur Eröffnung der U-Bahnstrecken Flughafen – Tempelhof (Südring); Stadion – Ruhleben; Thielplatz – Krumme Lanke sowie der Bahnhofserweiterungen Bülowstraße und Nollendorfplatz, in Die Fahrt, 1930,  pp. 2-10.